# Muurzonnetje
Het muurzonnetje (Athallia holocarpa) is een korstmos uit de familie Teloschistaceae die voorkomt op steen en bomen. Het groeit vooral op horizontale, tijdelijke vochtige matig kalkrijke of nutrientrijke zure steenoppervlakken, zoals baksteen, kalksteen en beton. Ook op basalt van dijken en zelden op graniet. Het groeit ook op harde schors bij bastwonden, op onder andere eik, populier, es en esdoorn en soms op hout.

## Determinatie
Het is een korstvormige soort met een verzonken thallus. Het thallus is zeer dun, glad tot bobbelig en heeft een diameter van 1-5 cm en dikte van 0,1 mm. De kleur is geheel grijs tot doorzichtig vliesachtig of deels lichtgeel tot groengeel. Het thallus bevat geen sorediën of isidiën. De apotheciën zijn kenmerkend geel tot oranje en een blekere gele rand. Verder staan ze dicht bij elkaar, zijn plat en middelgroot (tot 0,8 mm). Naarmate ze ouder worden verdwijnt de rand. Het bevat geen pycnidiën. Het geeft de volgende kenmerkende kleurreacties: K+ rood/paars.
Het ascus bevat acht sporen en is 42–60 × 11–15 µm groot. De ascosporen zijn ellipsvormig en meten 10–13,5 × 5–7,5 µm. Het septum is 3–5 µm dik. Het hypothecium is 50–80 µm dik.
Het muurzonnetje lijkt op
- betoncitroenkorst (Gyalolechia flavovirescens), maar deze heeft relatief grote, grijze kringvormige thalli.
- kleine citroenkorst (Flavoplaca oasis), maar deze heeft kleinere, duidelijk oranje rode apotheciën.
- oranje citroenkorst (Variospora dolomiticola), maar deze heeft een thallus dat dikker is en bijna in het geheel geel.

## Verspreiding
Muurzonnetje komt wereldwijd voor. In Nederland is het een vrij algemene soort.